# Huzella Péter
Huzella Péter (Budapest, 1949. szeptember 27. –) Kossuth-díjas (2000) zeneszerző, gitáros-énekes, a Kaláka, majd a Neil Young Sétány (NYS) formáció tagja.

## Pályafutása
Huzella Elek zeneszerző és Csanak Éva festőművész fia. 1968-1973 között az Ybl Miklós Műszaki Főiskola hallgatója volt. 1973-1975 között a Középülettervező Vállalatnál dolgozott. A megzenésített verseket előadó Kaláka együttes tagja volt 1975-1995 között. Az együttesből 1995-ben vált ki, hogy zeneszerzői és előadóművészi elképzeléseit jobban megvalósíthassa. 1995 óta a Merlin Színházban és a Kolibri Színházban szerző, előadó. 1989 óta fellépésein Zalán Tibor költővel írt balladáit adja elő, valamint egyszemélyes interaktív színházi előadást játszik gyermekeknek Tudod-e, hol van Garaboncia? címmel. A Magyar Televízióban Zenegér című heti műsora volt.

## Családja
1974-ben házasságot kötött Csatorday Hajnallal. Három gyermekük született; Katalin (1975), Bálint (1979) és Júlia (1983).

## Színházi munkái

### Szerzőként
- Garbonciás Péter (1992)
- A titokzatos világválogatott (2008)

### Zeneszerzőként
- Rigó Béla: Tündériskola (1992)
- Zalán Tibor: Tudod-e, hol van Garaboncia? (1995)

### Színészként
- William Shakespeare: Hamlet....
- Huzella Péter: Garbonciás Péter....
- Zalán Tibor: Tudod-e, hol van Garaboncia?....
- Zalán Tibor: Hetvenhét....Kobold
- Lázár Ervin: A hétfejű tündér....Doktor Zirrzurr; Gepárd Géza
- Ifj. Csoóri Sándor: Jézus születése....Gáspár
- Vörösmarty Mihály: Csongor és Tünde....Énekes
- Darvasi László: A titokzatos világválogatott....A válogatottat estéről estére összeállítja
- Hamvas Béla-Márai Sándor: A bor filozófiája....
- Zalán Tibor: Csillagszemű juhász....

## Művei

### Rajzfilmzenék
- Magyar népmesék
- Mesék Mátyás királyról
- Magyar mondák

### Önálló lemezei
- Túloldalon (1993)
- Kövek (1996)
- Garabonciás Péter
- Holdpásztor
- Nagyanyó meseboltja

### Zenés játékok
- Eger kis csillagai (2001)

## Filmjei
- 12 Haiku (1996)
- Az ébrenlét mögött (2006)
- A Mobil - Egy vállalati pince történetéből (2008)
- A mocorgi (2008)

## Díjai
- SZOT-díj (1989)
- Magyar Köztársasági Arany Érdemkereszt (1994)
- Maeda-díj (1998)
- Kossuth-díj (megosztva) (2000)
- Gyermekekért Díj
- Pro urbe